# پیام فضلی‌نژاد
پیام فضلی نژاد (زادهٔ ۲۹ بهمن ۱۳۵۹، تهران) روزنامه‌نگاری است که فعالیت را ابتدا در روزنامه‌های اصلاح طلب آغاز کرد و پس از دستگیری به جناح راست تمایل پیدا کرد و با دستگاه قضایی نیز همکاری داشت.

## آغاز فعالیت مطبوعاتی

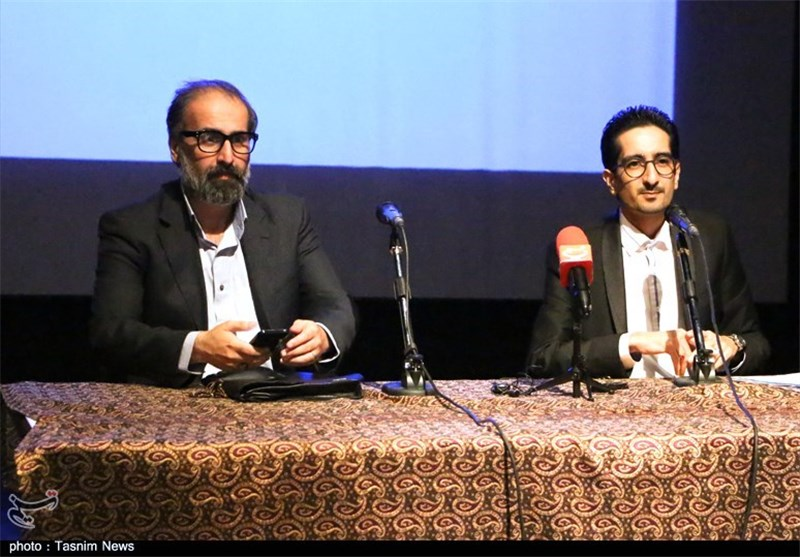
مناظره فضلی نژاد و عبدالرضا داوری مشاور رسانه‌ای احمدی‌نژاد در دانشگاه صنعتی شریف درباره مکتب ایرانی و اندیشه‌های فکری احمدی‌نژاد و اطرافیانش

براساس زندگی‌نامه‌ای که از پیام فضلی نژاد در وب‌سایت رسمی‌اش منتشر شده، وی دانش‌آموخته رشته حقوق قضایی است
وی در سال ۱۳۷۹ نخستین کتاب خود را با نام سینما، سیاست، آزادی (آسیب‌شناسی گذار به سینمای کثرت گرا) منتشر کرد. این کتاب مجموعه گفتگوهایی بود که فضلی نژاد طی سال‌های ۱۳۷۶ تا ۱۳۷۹ در هفته نامه سینما به سردبیری فریدون جیرانی با شخصیتهای سیاسی مانند یوسف صانعی، صادق خلخالی، محسن آرمین، ابراهیم یزدی، حمیدرضا جلایی پور و… انجام داده بود.

## تغییر مواضع و گرایش به همکاری با جناح راست نظام
وبلاگ‌نویسان اصلاح‌طلب با هماهنگی سید محمد علی ابطحی (معاون حقوقی و پارلمانی رئیس‌جمهور) در جلسه ویژه هیئت نظارت بر قانون اساسی حضور پیدا کردند

### همکاری با روزنامه کیهان
از سال ۱۳۸۵ وی رسماً به مرکز پژوهش‌های روزنامه کیهان پیوست و سال ۱۳۸۶ کتاب شوالیه‌های ناتوی فرهنگی (یک نما از کودتای مخملی) را منتشر کرد. وی با حضور در تجمع‌های گوناگون، دانشگاه‌ها و حوزه‌های علمیه، دیدگاه‌های رادیکالی را علیه عبدالکریم سروش، حسین بشیریه، محمد خاتمی و سران اصلاحات در ایران مطرح کرده‌است.
روزنامه کیهان که با مدیرمسئولی حسین شریعتمداری، اداره می‌شود، مرکزی تحت عنوان مرکز پژوهش‌های روزنامه کیهان با مدیریت سابق حسن شایانفر را در اختیار دارد. از یک دهه قبل این روزنامه همچنین پاورقی‌هایی تحت عنوان «نیمه پنهان» منتشر می‌کند.

### ماهنامه عصر اندیشه
شماره اول ماهنامه عصر اندیشه به مدیرمسئولی محمدمهدی دانی و سردبیری پیام فضلی نژاد شهریور ماه سال ۹۳ بر روی دکه رفت.
وی پس از ۳۰ ماه و انتشار ۱۳ شماره، به جهت حفظ استقلال رأی از سردبیری این مجله استعفا کرد.
برنامه تلویزیونی شوکران
فضلی‌نژاد از سال ۱۳۹۷ تا سال ۱۳۹۹ سردبیر برنامه تلویزیونی «شوکران (برنامه تلویزیونی)» بود که دوشنبه‌شب‌ها حوالی ساعت ۲۱ از شبکه چهارم سیما روی آنتن می‌رفت.
فصل‌نامه نقد اندیشه
فضلی‌نژاد پس از مجله عصر اندیشه، مجوز انتشار فصلنامه ٣ زبانه «نقد اندیشه» را در زمینه فرهنگ، جامعه و علوم انسانى کسب کرد.
شماره اول فصلنامه نقد اندیشه در تیرماه ۱۴۰۲ همراه با متن کامل گفت‌وگوی توقیف شده شوکران با سیدحسین نصر منتشر شد.